# طلال بن منصور بن عبد العزيز آل سعود
الأمير طلال بن منصور بن عبد العزيز آل سعود (1 يناير 1950 - 2 يوليو 2023) رجل أعمال ورئيس نادي الاتحاد السعودي السابق والرئيس الفخري السابق لأعضاء الشرف.

## حياته
عاش سنوات طفولته الأولى في مدينة الطائف، تولت والدته رعايته بعد وفاة والده الأمير منصور بن عبد العزيز آل سعود - وزير الدفاع سابقاً – حيث كان ما يزال عمره لا يتجاوز السنتين، تلقى تعليمه الأولي في مدارس الثغر بالطائف والتي كان اسمها آنذاك مدارس الأمراء بعد ما انتقلت إلى جدة وأكمل تعليمه فيها. بعدها سافر إلى الولايات المتحدة الأمريكية لتكملة دراسته، وحصل على شهادة الدبلوم من كلية متخصصة في إدارة الأعمال في أمريكا، وكان الرئيس الفخري لهيئة أعضاء الشرف بنادي الاتحاد السعودي ورمز من رموزه حتى وفاته.

## أسرته

### زوجته
- الأميرة نوف بنت متعب بن عبد العزيز آل سعود (متوفاة).[2]

### أبناؤه
- الأمير منصور بن طلال بن منصور بن عبد العزيز آل سعود.
- الأميرة منال بنت طلال بن منصور بن عبد العزيز آل سعود.
- الأميرة سالي بنت طلال بن منصور بن عبد العزيز آل سعود. متزوجة من الأمير سلطان بن فيصل بن مساعد آل سعود[3] ولها من الأبناء الأميرة نوف، والأمير سعود.

## رئاسة نادي الاتحاد
ترأس الأمير طلال إدارة نادي الاتحاد السعودي مرتين:
- الفترة الأولى بدأت من 15 ذو القعدة 1394 هـ إلى نهاية شهر شعبان 1401 هـ / 1974 - 1981.
- الفترة الثانية بدأت من 21 رمضان 1403 هـ وانتهت في 5 رجب 1404 هـ / 1983 - 1985.[4]

## الوفاة
توفي الأمير طلال بن منصور بن عبد العزيز آل سعود في يوم الأحد 14 ذو الحجة 1444 هـ الموافق 2 يوليو 2023 م.